# Raúl Díaz Arce
Raúl Ignacio Díaz Arce (San Miguel, 1º febbraio 1970) è un ex calciatore salvadoregno, di ruolo attaccante.

## Carriera

### Club
Díaz Arce ha giocato per il Dragón dal 1988 al 1991, diventando il capocannoniere della seconda divisione salvadoregna nella stagione 1991-1992 con 21 reti. Successivamente giocò per il Club Deportivo Luis Ángel Firpo dal '91 al 1996. Con il club vinse per tre volte consecutive il titolo di miglior marcatore.
Nel 1996 fu selezionato dal D.C. United come decima scelta assoluta del primo draft della neonata Major League Soccer, e segnò 23 gol alla sua prima stagione negli Stati Uniti, chiudendo al secondo posto in classifica marcatori dietro a Roy Lassiter; dopo aver vinto due campionati consecutivi si trasferì prima al Tampa Bay Mutiny e poi al San Jose Clash, chiudendo l'esperienza in MLS con i Colorado Rapids. Ha segnato in tutto 82 reti in campionato, sesto marcatore della lega dietro a Jason Kreis, Jaime Moreno, Ante Razov e Jeff Cunningham.
Nel 2002 giocò per il Charleston Battery in A-League, segnando sei reti e mettendo insieme quattro assist in 1319 minuti giocati; nel 2004 si è ritirato dopo una stagione con i Puerto Rico Islanders.

### Nazionale
Ha fatto parte per quindici anni della Nazionale di calcio di El Salvador, segnando 39 gol in 55 partite, secondo nella classifica dei migliori marcatori di sempre con la maglia della rappresentativa salvadoregna dietro a Mágico González.

## Palmarès

### Club

#### Competizioni nazionali
- Campionato salvadoregno: 2

Luis Ángel Firpo: 1991-1992, 1992-1993
- U.S. Open Cup: 1

DC United: 1996
- Campionato MLS: 2

D.C. United: 1996, 1997
- MLS Supporters' Shield: 1

DC United: 1997
- USL First Division: 1

Charleston Battery: 2003

### Individuale
- Capocannoniere del campionato salvadoregno di calcio: 3

1992-1993 (24 gol), 1993-1994 (21 gol), 1994-1995 (25 gol)